# 李鍾郁 (政治家)
李 鍾郁（イ・ジョンウク、朝鮮語: 이종욱、1883年1月15日または1884年1月13日 - 1969年11月3日）は、日本統治時代の朝鮮および大韓民国の曹渓宗の僧侶、独立運動家、政治家、実業家。曹渓宗の大物で第2代韓国国会議員、死後は親日反民族行為者に認定された。
本貫は全州李氏。児名（俗名）は李学順、異名は李潤庵。法号は智庵。日本名は広田鍾郁。

## 経歴
江原道平昌郡出身、元籍地は襄陽郡県北面。仏教専門講院修了、中央仏教専門学校卒。1896年、12歳の時に出家して僧弟子となり江原道の明珠寺と月精寺、全羅南道の松広寺、忠清南道の東鶴寺、慶尚北道の太東寺を転々とし、明珠寺で沙弥戒、松広寺で比丘戒と菩薩戒を受けた。1919年には京城で独立運動を行い、三・一運動の時はタプコル公園の独立万歳デモに参加し、その後は李完用ら乙巳五賊の暗殺のための「27決死隊」を組織した。漢城臨時政府江原道代表を経て、上海臨時政府内務部特派員として朝鮮国内へ潜入した後咸鏡南道と京畿道で活動し金嘉鎮を上海に亡命させた。李堈の亡命策動失敗後、上海臨時政府内務部参事、臨時議政院江原道議員も務め、大韓青年外交団事件で指名手配され、1920年に出版法など違反により大邱地方法院の欠席審判で懲役3年の刑を処された。また、1923年に鍾路警察署爆破事件により咸興刑務所に3年間収監された。1926年に覚皇寺事務員、朝鮮仏教中央教務院書記を務め、27年に月精寺監務、29年に朝鮮仏教禅教両宗僧侶大会審査委員、30年に五台山釈尊頂骨塔廟讃仰会組織者・評議員、禅教両宗僧侶大会議長を務めた。1930年7月10日から光復までは月精寺の住職、1932年11月30日から1934年6月24日までは法興寺の住職を務めた。1937年に朝鮮仏教31本山住職会議議長、総本山建設起草委員を務め、朝鮮仏教界の実質上の責任者となった。1940年11月、国民総力朝鮮連盟の参事および文化部文化委員となり、同月に朝鮮総督府が組織した朝鮮仏教総本山設立委員会副会長に任命され、曹渓宗の設立を主導した。1941年3月に朝鮮仏教中央教務院第19回評議員会議長となり、朝鮮臨戦報国団発起人・常務理事を務め、国祷会にも参加した。1941年10月3日から1945年の光復までは曹渓宗の宗務総長を務め、1942年7月に太古寺教学編修委員長、1944年9月に国民動員総進会理事、11月に財団法人曹渓学院理事、1945年3月に朝鮮戦時宗教報国会仏教側代表、6月に朝鮮言論報国会理事、7月に国民同志会発起人を務めた。
解放後は1945年12月に信託統治反対国民総動員委員会江原道代表、46年4月に大韓独立促成国民会総務部長を務め、47年1月に仏教江原道教区院長、五台山林業社社長。1950年の第2代総選挙で大韓独立促成国民会の候補として当選し、51年に自由党中央参議会議長、東国大学校（東国学院）理事長、朝鮮仏教曹渓宗総務院院長を歴任した。1952年に張沢相の新羅会に参加し、代表幹事を務めた。他は臨時救国仏教総連盟本部委員長、大韓傷痍軍人会会長、江原旅客自動車株式会社社長、曹渓寺元老を務めた。
1969年11月3日、全羅南道求礼郡の華厳寺で入寂した。1977年に建国勲章独立章を受章したが、2009年に親日反民族行為真相究明委員会により親日反民族行為者に認定されたため、2010年に叙勲が取り消された。ただ、地位がある僧侶のため、仏教界は猛反発した。